# William Moseley
William Peter Moseley (Sheepscombe, 27 april 1987) is een Engelse acteur, vooral bekend van zijn rol als Peter Pevensie in The Chronicles of Narnia: The Lion, the Witch and the Wardrobe uit 2005 en De Kronieken van Narnia: Prins Caspian uit 2008.

## Biografie
Moseley speelde een kleine rol in de televisiefilm Goodbye, Mr. Chips, waarin ook Martin Clunes en Victoria Hamilton speelden.